# Macrosteles litoralis
Macrosteles litoralis är en insektsart som beskrevs av Matsumura 1902. Macrosteles litoralis ingår i släktet Macrosteles och familjen dvärgstritar. Inga underarter finns listade i Catalogue of Life.